# Jay Montalvo
Jay Montalvo ist ein US-amerikanischer Schauspieler, Drehbuchautor und Synchronsprecher.

## Leben
1992 debütierte Montalvo im Erotik-Thriller Spiele mit dem Feuer als Filmschauspieler. Ab Mitte der 1990er-Jahre wirkte er als Episodendarsteller unter anderen in den Fernsehserien Caroline in the City, Der Mann an sich... oder Cybill mit. 2013 verköreprte er in acht Episoden der Fernsehserie General Hospital die Rolle des DA Benjamin Lazaro. 2014 spielte er im Science-Fiction-Film 10.000 Days die Rolle des David Ruiz. 2019 stellte er in fünf Episoden der Fernsehserie Schatten der Leidenschaft die Rolle des Adrian Rosales dar. 2023 stellte er im Film Safehouse – Die Rache des Kartells die größere Rolle des Antonio Fierro dar.
1999 verfasste er unter dem Pseudonym Xavier Montalvo das Drehbuch zum Film Wasted in Babylon. Als Synchronsprecher war er unter anderen 2012 im Computerspiel Call of Duty: Black Ops II zu hören.

## Filmografie (Auswahl)

### Schauspiel
- 1992: Spiele mit dem Feuer (Mirror Images)
- 1995: Unsolved Mysteries (Fernsehserie, Episode 7x17)
- 1995: Schnappt Shorty (Get Shorty)
- 1996: Rockford: Teuflisches Komplott (The Rockford Files: If the Frame Fits..., Fernsehfilm)
- 1996: Space 2063 (Space: Above and Beyond, Fernsehserie, Episode 1x14)
- 1996: Caroline in the City (Fernsehserie, Episode 2x01)
- 1996: Der Mann an sich... (Men Behaving Badly, Fernsehserie, Episode 2x01)
- 1997: Cybill (Fernsehserie, Episode 4x02)
- 1998: Team Knight Rider (Fernsehserie, Episode 1x19)
- 1998: Applaus! Applaus! (Encore! Encore!, Fernsehserie, Episode 1x07)
- 1999: Wasted in Babylon
- 2000: Chaos City (Spin City, Fernsehserie, Episode 5x03)
- 2003: This Girl’s Life – Mein Leben als Pornostar (This Girl’s Life)
- 2003: S.W.A.T. – Die Spezialeinheit (S.W.A.T.)
- 2006: Welcome, Mrs. President (Commander in Chief, Fernsehserie, Episode 1x17)
- 2007: CSI: Miami (Fernsehserie, Episode 5x19)
- 2008: News Movie (The Onion Movie)
- 2008–2010: Hacienda Heights (Fernsehserie, 11 Episoden)
- 2009: Just Breathe (Kurzfilm)
- 2009: La guerrera (Kurzfilm)
- 2009–2015: Encounters (Fernsehserie)
- 2010: I’m Not Like That No More
- 2010: 10,000 Days (Fernsehserie, 11 Episoden)
- 2011: Die Amerikaner (Los Americans, Fernsehserie, Episode 1x08)
- 2013: General Hospital (Fernsehserie, 8 Episoden)
- 2014: March Madness: The Next Generation  Squid Knocker (Kurzfilm)
- 2014: Marvel’s Agents of S.H.I.E.L.D. (Fernsehserie, Episode 1x21)
- 2014: 10.000 Days (10,000 Days)
- 2015: Driving While Black
- 2016: Foreign Land
- 2017: Him and Her (Kurzfilm)
- 2017: Jane the Virgin (Fernsehserie, Episode 3x18)
- 2017: Game of Cards (Kurzfilm)
- 2018: Scorpion (Fernsehserie, Episode 4x18)
- 2019: El Coyote
- 2019: Schatten der Leidenschaft (The Young and the Restless, Fernsehserie, 5 Episoden)
- 2019: Sunnyside Up (Fernsehserie, Episode 1x04)
- 2020: Paydirt
- 2020: Granny’s Treasures (Kurzfilm)
- 2020: Choices
- 2021: Take Back
- 2022: In Her Name
- 2022: Section 8
- 2022–2023: Das Vermächtnis von Montezuma (National Treasure: Edge of History, Fernsehserie, 2 Episoden)
- 2023: Imani
- 2023: Safehouse – Die Rache des Kartells (Safehouse)
- 2024: Fading Shadows (Kurzfilm)

### Drehbuch
- 1999: Wasted in Babylon

## Synchronisationen (Auswahl)
- 2012: Call of Duty: Black Ops II (Computerspiel)